# ニトロキラル
ニトロキラル（英: NITRO CHiRAL）は、株式会社ニトロプラスのBLゲームブランド。
2004年に「Nitro+CHiRAL」（ニトロプラス キラル）として設立。2023年1月4日付でブランド名を「ニトロキラル」（英: NITRO CHiRAL）に変更し、ロゴをリニューアルした。

## 発売ゲーム一覧
| 発売年 | 発売日   | タイトル                         | 原画                                          | シナリオ |
| ------ | -------- | -------------------------------- | --------------------------------------------- | -------- |
| 2005年 | 2月25日  | 咎狗の血                         | たたなかな                                    | 淵井鏑   |
| 2006年 | 10月27日 | Lamento -BEYOND THE VOID-        | たたなかな                                    | 淵井鏑   |
| 2008年 | 1月25日  | キラル盛                         | たたなかな ゆーぽん 他                        | 淵井鏑   |
| 2008年 | 12月19日 | sweet pool                       | オニツカセージ                                | 淵井鏑   |
| 2012年 | 3月23日  | DRAMAtical Murder                | ほにゃらら                                    | 淵井鏑   |
| 2013年 | 4月26日  | DRAMAtical Murder re:connect     | ほにゃらら                                    | 淵井鏑   |
| 2017年 | 8月11日  | THE CHiRAL NIGHT rhythm carnival | たたなかな オニツカセージ ほにゃらら 山田外朗 | 淵井鏑   |
| 2018年 | 5月25日  | sweet pool リマスター版          | オニツカセージ                                | 淵井鏑   |
| 2021年 | 2月25日  | スロウ・ダメージ                 | 山田外朗                                      | 淵井鏑   |

## スタッフ
- プロデューサー：でじたろう（小坂崇氣）
- 総指揮&ディレクション：虚淵玄
- シナリオ：淵井鏑
- グラフィック：なまにくATK
- スクリプト：千代子黎人
- 広報：キラルくん

## 元スタッフ
- 原画：たたなかな（2006年退社）、オニツカセージ（2009年退社）
- SDキャラ原画：ゆーぽん（2022年退社）